# Neuseeländische Cricket-Nationalmannschaft in England in der Saison 1994
Die Tour der neuseeländischen Cricket-Nationalmannschaft nach England in der Saison 1994 fand vom 19. Mai bis zum 5. Juli 1994 statt. Die internationale Cricket-Tour war Bestandteil der Internationalen Cricket-Saison 1994 und umfasste drei Tests und zwei ODIs. England gewann beide Serien 1–0.

## Vorgeschichte
Für beide Mannschaften war es die erste Tour der Saison. Das letzte Aufeinandertreffen der beiden Mannschaften bei einer Tour fand in der Saison 1991/92 in Neuseeland statt.

## Stadien
Die folgenden Stadien wurden für die Tour als Austragungsort vorgesehen.
| Stadion                     | Stadt      | Kapazität | Spiele           |
| --------------------------- | ---------- | --------- | ---------------- |
| Edgbaston Cricket Ground    | Birmingham | 24.803    | 1. ODI           |
| Lord’s Cricket Ground       | London     | 30.000    | 2. ODI & 2. Test |
| Old Trafford Cricket Ground | Manchester | 19.000    | 3. Test          |
| Trent Bridge                | Nottingham | 15.350    | 1. Test          |

## Kaderlisten
Die Mannschaften benannten die folgenden Kader.
| Test | Test |
| England | Neuseeland |
| --- | --- |
| - Mike Atherton (K) - Steve Rhodes (wk) - Phillip DeFreitas - Angus Fraser - Darren Gough - Graham Gooch - Graeme Hick - Devon Malcolm - Robin Smith - Alec Stewart - Peter Such - Paul Taylor - Craig White | - Ken Rutherford (K) - Adam Parore (wk) - Martin Crowe - Heath Davis - Simon Doull - Stephen Fleming . - Mark Greatbatch - Matthew Hart - Blair Hartland - Gavin Larsen - Danny Morrison - Dion Nash - Michael Owens - Blair Pocock - Chris Pringle - Shane Thomson - Bryan Young |

## Tests

### Erster Test in Birmingham
| 2. – 6. Juni Scorecard | Birmingham | Neuseeland 251 (93.4) & 226 (106.3)           | – | England 567-8d (174.4) |
|                        |            | England gewinnt mit einem Innings und 90 Runs |   |                        |

### Zweiter Test in London
| 16. – 20. Juni Scorecard | London (Lord’s) | Neuseeland 476 (149.1) & 254-8d (108) | – | England 281 (121) & 211-5 (68) |
|                          |                 | Remis                                 |   |                                |

### Dritter Test in Manchester
| 30. Juni – 5. Juli Scorecard | Manchester | England 382 (146.3) | – | Neuseeland 151 (57.3) & 308-7 (106.2) (f/o) |
|                              |            | Remis               |   |                                             |

## One-Day Internationals

### Erstes ODI in Birmingham
| 19. Mai Scorecard | Birmingham | England 224-8 (55)          | – | Neuseeland 182 (52.5) |
|                   |            | England gewinnt mit 42 Runs |   |                       |

### Zweites ODI in London
| 21./22. Mai Scorecard | London (Lord’s) | Neuseeland | – | England |
|                       |                 | Abgesagt   |   |         |